# 山田元一
山田 元一は、日本の造園家。

## 来歴
東京都造園緑化業協会では副会長を務めた。
東京都公園審議会では副会長から会長となり、会長時代には、2012年に「染井霊園再生のあり方について」の答申に関与した。
2019年時点では東京都造園緑化業協会理事、東京都公園協会評議員を務めている。
2003年に第25回日本公園緑地協会北村賞を受賞した。